# مربعات دنيا

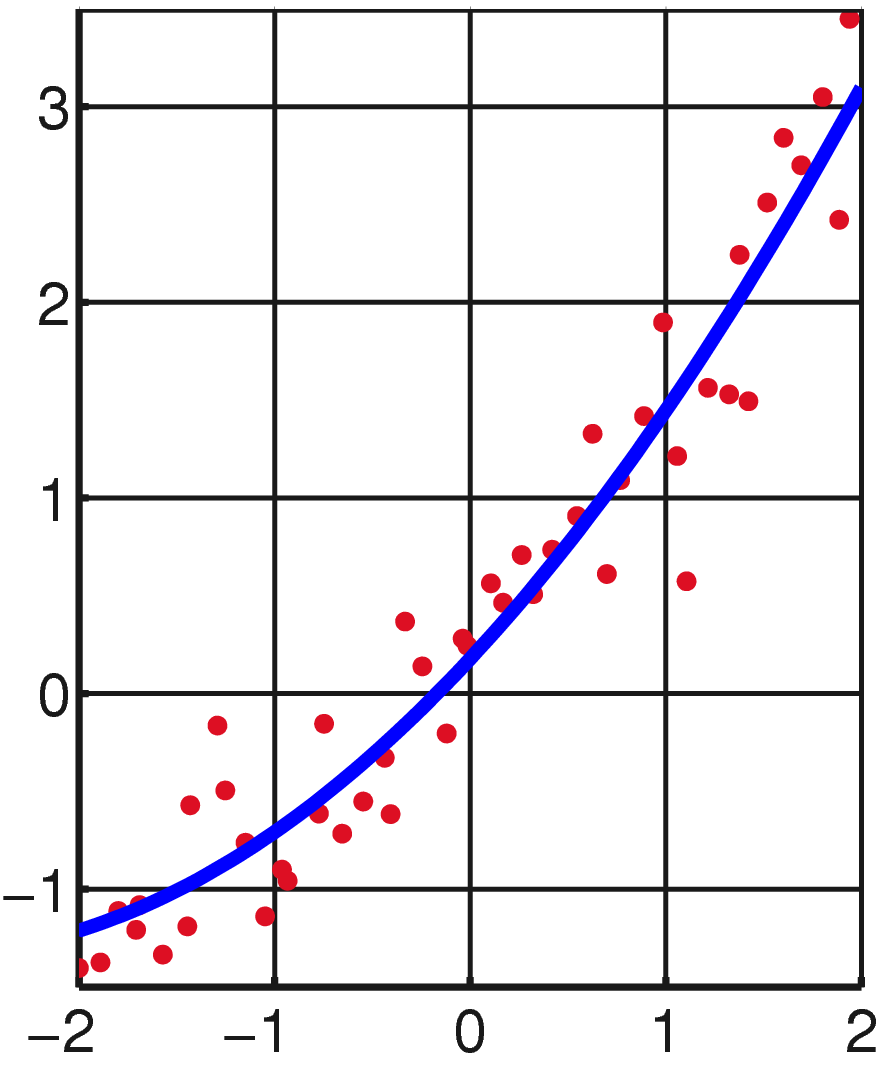
نتيجة الإسقاط الشكلي لمجموعة نقاط على دالة من الدرجة الثانية.

طريقة المربعات الصغرى أو الدنيا (بالإنجليزية: Least squares)‏ هي مقاربة رئيسية تستعمل في الاحصاء، وبالتحديد في تحليل الانحدار.
تهدف إلى تقدير خط الانحدار الذي يؤدي إلى تقليل مجموع الانحرافات الرئيسية أو الأخطاء الواردة في النقاط التي تمت ملاحظتها في خط الانحدار أي يتم التقليل من مجموع مربعات الفروق بين القيم الفعلية والقيم المحسوبة.
ويمكن القول أيضا انها طريقة تقريب قياسية تستخدم لحل أنظمة المعادلات التي يكون فيها عدد المعادلات أكبر من عدد المتغيرات. «المربعات الدنيا» تعني بأن الحل الكلي يتجه نحو تصغير قيمة مجموع مربعات الخطأ الناتج عن حل كل معادلة.
من أهم التطبيقات هو الإسقاط الشكلي للبيانات (data fitting). حيث أن أفضل إسقاط شكلي لمجموعة بيانات يتجه نحو تصغير مجموع مربعات الأخطاء، حيث أن الخطأ هو الفرق بين القيمة المقاسة للبيانات والقيمة المسقطة على الشكل. تم وصف مسألة المربعات الدنيا للمرة الأولى من قبل كارل غاوس حوالي عام 1794.

## التاريخ
عمل العالم بيير لابلاس في هذا المجال.

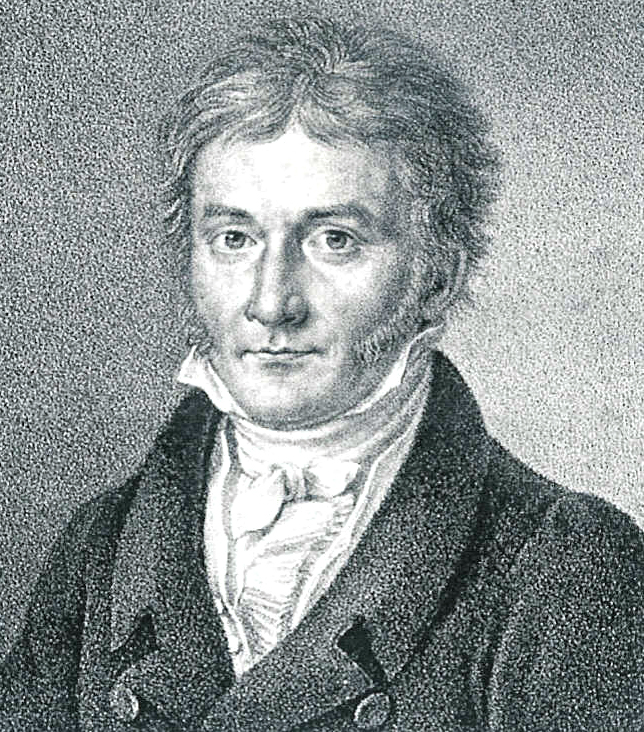
كارل فريدريش غاوس

يعود أول عرض واضح ودقيق حول طريقة المربعات الدنيا إلى عالم الرياضيات الفرنسي أدريان ماري ليجاندر. نشره في عام 1805.

## نص المعضلة

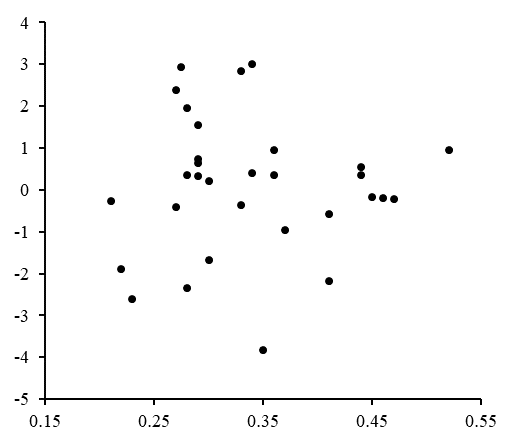
The residuals are plotted against corresponding values. The random fluctuations about indicate a linear model is appropriate.

تتمثل معضلة المربعات الدنيا في ايجاد قيمة معينة لمختلف الوسيطات اللائي يعرفن نموذجا معينا حيث يُقترب بأفضل شكل من المعطيات. تتمثل مجموعة المعطيات في مجموعة من النقط (أزواج) {\displaystyle (x_{i},y_{i})\!}, i = 1, …, n، حيث {\displaystyle x_{i}\!} هو متغير مستقل وحيث {\displaystyle y_{i}\!} متغير تابع حُصل عليه بفضل الملاحظة.
{\displaystyle r_{i}=y_{i}-f(x_{i},{\boldsymbol {\beta }}).}
{\displaystyle S=\sum _{i=1}^{n}r_{i}^{2}.}

## مثال
انظر إلى قانون هوك.
{\displaystyle y=f(F,k)=kF\!}
{\displaystyle y_{i}=kF_{i}+\varepsilon _{i}.\,}